# ベティ・ブラント
ベティ・ブラント（Betty Brant）およびエリザベス・ブラント（Elizabeth Brant）は、マーベル・コミックスのコミック『スパイダーマン』に登場する架空の人物。ベティは、デイリービューグル新聞社のジェイムソン編集長の秘書で、ピーター・パーカー/スパイダーマンの最初の恋人。後に“デイリー・ビューグル”の記者となり、フラッシュ・トンプソン/エージェント・ヴェノムの恋人になった。
彼女が誕生して以来、長編映画、テレビシリーズ、テレビゲームなど、様々な作品に登場してきた。

## コミックデビュー
脚本のスタン・リーと画のスティーブ・ディッコの力によって生み出されたベティは、『The Amazing Spider-man #4』(1963年9月)に初登場。

## 誕生
ベティ・ブラントは、ペンシルバニア州のフィラデルフィアで生まれ育った。彼女の母は元々、デイリービューグル社のジェイムソン編集長『ガール・フライデー』の1人。ベティは高校を中退後、デイリービューグル社のジェイムソン編集長の秘書になった。ピーター・パーカーとは初めての恋人で、彼がフリーのカメラマンになったときに出会った。

## 登場作品

### テレビ作品
テレビアニメとしては2回（1967年版、1981年版）で登場したのみで、1994年版には登場していないが、2003年版（スパイダーマン 新アニメシリーズ）では名前だけで登場している。
スパイダーマン(1967年)
担当声優 - ペグ・ディクソン、日本語吹き替え版 - 麻上洋子（1970年代）、横尾まり（1980年代）、不明（2000年代）
橙色の髪をしている。この作品では、スーパーマンのロイス・レーンみたいに悪者のパラフィーノに捕まったり、ジェイムソン編集長がスパイダーマンを猛烈に批判するときに反論したりするなど、大きな役割を果たしている。
スパイダーマン(1981年)
担当声優 - モナ・マーシャル、日本語吹き替え版は不明
この作品から黒髪になり、とても可愛らしい女性となった。
スペクタキュラー・スパイダーマン(2008年)
担当声優 - グレイ・デリスル、日本語吹き替え版 - 八木かおり
アベンジャーズ 地球最強のヒーロー(2010年)
担当声優 - グレイ・デリスル、日本語吹き替え版は無し
『Along Came a Spider』に登場。
マーベル スパイダーマン(2017年)
シーズン2 第27話より、全く喋らないまま登場。

### 映画作品

#### サム・ライミ版
エリザベス・バンクスが演じている。日本語吹き替え版では『スパイダーマン』のみ満仲由紀子が担当したが、2以降は本田貴子が担当。
彼女はピーター・パーカー/スパイダーマンとデートしたことはなく、最初の2作では微妙な関係を醸し出している。
- 『スパイダーマン』
- 『スパイダーマン2』
- 『スパイダーマン3』

#### MCU版
マーベル・シネマティック・ユニバース（MCU）ではティーンエイジャーという設定で、アンガーリー・ライスが演じ、日本語吹替は水瀬いのりが担当した。

##### キャラクター像
“ミッドタウン高校”のニュースチャンネルのパーソナリティーを務める女子高生で、ピーター・パーカー/スパイダーマンの同級生でもある学力コンテスト・チームの一員。原作のグウェン・ステイシーに似たブロンドの長髪で、黒いヘッドバンドを身に着けている。物柔らかそうなルックスに反して友達に「ソーと寝て、アイアンマンと結婚し、ハルクを殺す」と話す気丈で大胆な性格であり、学校生活に加えて文学やジャーナリズムに深い興味を持っている。

##### 各作品における描写
『スパイダーマン:ホームカミング』
本作でMCU初登場。ニュースチャンネルでスパイダーマンの特集放送を流す。 リズ・トゥームスとは親友同士で、物語のラストシーンでも彼女の引っ越しと転校を惜しみながら別れた。
『スパイダーマン:ファー・フロム・ホーム』
本作ではジェイソン・イオネッロに素っ気ない態度をとるほか、科学史ツアーにおいては、行きの飛行機の席で隣同士になったネッド・リーズに対しても同様に接するが、ひょんなことから彼と両想いになる。同時に前作よりも出番が増え、危機に瀕する場面も少なくないほか、サングラスをかけたピーターを褒めたり、舞い込んだオペラの上映時間が長いことに驚く顔も見せた。また、本作冒頭の彼女の解説から、“デシメーション”で消滅した者は復活するまでの記憶がなく、身体も成長していないこと、消滅していない者との間には年齢や記憶、身体の成長に5年の差があることが明言されており、そのため自身は勿論、MJ（ミシェル・ジョーンズ）やネッドたちピーターの友人の多くも5年前と同等の姿のままである。
ネッドに対して当初は煙たがっていたものの、瞬く間に仲良くなり、ヨーロッパ各所で甲斐甲斐しくネッドの世話を焼いたり、彼と観光名所を歩くなど2人でツアーを楽しむが、プラハではネッドと歌劇場を抜け出して広場の観覧車に乗ったことで火のエレメンタルの襲撃を受け、ロンドンでは“ドローン群”を操るクエンティン・ベック/ミステリオによってネッドやMJと共に命を狙われてしまった。しかし後者では追ってきたドローンを、展示物の鎧を倒して注意を引きつけ、MJに叩き壊させる連携も見せた。無事にニューヨークに帰国すると、空港を2人で仲睦まじそうに歩いていたにもかかわらず、ネッドと揃って別れたことをピーターに明るく伝える。
『スパイダーマン:ノー・ウェイ・ホーム』
本作での登場は、序盤のミッドタウン高校の最終学年の初日を描写したワンシーンに留まり、物語の本筋への関与や、ピーターたちとの交流は無かったものの、ピーター=スパイダーマンである事実で騒がしく変容してしまったミッドタウン高校において、ピーターを応援する立場でレポートする。

#### アニメ映画版
『スパイダーマン:アクロス・ザ・スパイダーバース』
グウェン・ステイシーが参加しているバンドのメンバーの1人。声優はアントニア・レンティーニが担当している。日本語吹替担当は不明。

### ゲーム
- スパイダーマン3 (PlayStation 3)

声優はレイチェル・キンシーが担当している。日本語吹き替え版は紗川じゅん。